# Pasytsely (consejo de la aldea Ananiv)
Pasytsely  (ucraniano: Пасицели) es una localidad del Raión de Podilsk en el Óblast de Odesa de Ucrania. Según el censo de 2001, tiene una población de 367 habitantes.